# Hycleus terminatus
Hycleus terminatus là một loài bọ cánh cứng trong họ Meloidae. Loài này được Illiger miêu tả khoa học năm 1800.